# 애리조나 주의회

애리조나 주의회(Arizona State Legislature)는 미국 애리조나주의 주의회이다. 애리조나주 하원과 애리조나주 상원으로 구성된 양원제 입법부이다. 90명의 의원으로 구성된 주 의회는 주도인 피닉스 (애리조나주)의 국회의사당에서 회의를 개최한다. 1912년 애리조나 주 헌법에 따라 창설된 애리조나 주 의회는 1950년까지 2년마다 회의를 열었다. 현재는 매년 회의를 열고 있다.
주는 30개의 입법 구역으로 나뉘어 있으며, 각 구역에서는 상원의원 1명과 하원의원 2명을 선출한다. 국회의원은 8년 연속 임기로 제한되어 있지만 2년 후에 다시 출마하거나 다른 집에 출마할 수 있다.
현재 공화당은 하원과 상원에서 근소한 2석의 과반수를 차지하고 있으며, 주의회 90석은 모두 2024년 11월 5일 재선을 앞두고 있다.